# Guitare solo
Pour les articles homonymes, voir Guitare et Solo.
 (juillet 2008).
Si vous disposez d'ouvrages ou d'articles de référence ou si vous connaissez des sites web de qualité traitant du thème abordé ici, merci de compléter l'article en donnant les références utiles à sa vérifiabilité et en les liant à la section « Notes et références ».

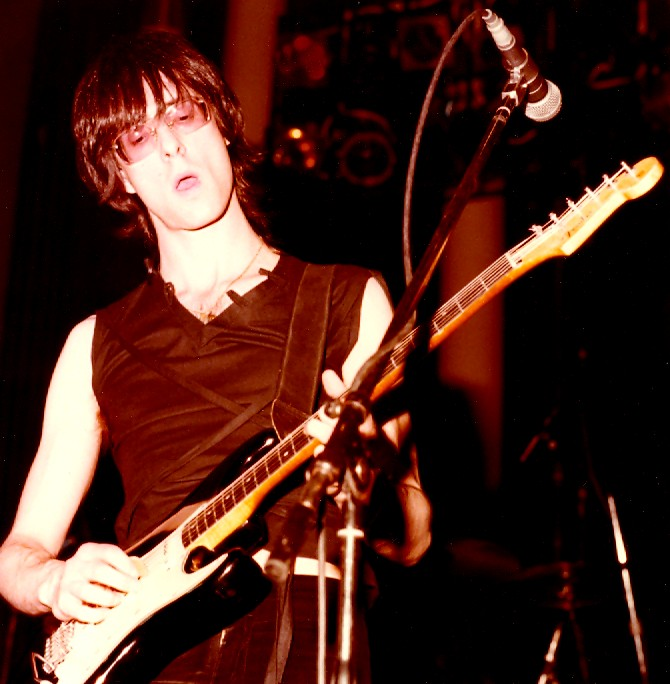
Le guitariste Lenny Kaye à la guitare solo (1978).

Un solo joué à la guitare électrique.

La guitare solo est une guitare (souvent une guitare électrique) qui joue la mélodie d'un morceau ou un solo de guitare, par opposition à la guitare rythmique. Il ne s'agit pas d'un instrument spécifique, mais du rôle joué par la guitare dans un arrangement. On la retrouve au sein de la plupart des formations musicales actuelles des styles rock, metal, blues et jazz

## Présentation
En général c'est elle qui porte la mélodie du morceau, par opposition à la guitare rythmique ; elle permet aussi de réaliser les solos qui sont de véritables signatures, mettant plutôt en avant sa maîtrise technique, soit en établissant une mélodie reconnaissable, soit en improvisant, cette dernière proposition se produisant a priori en situation de concert.
Les débuts de la guitare solo sont souvent attribués à Lonnie Johnson, au sortir de la Première Guerre mondiale, il fut le premier à proposer des mélodies note à note, alors que la guitare des orchestres blues ou jazz était reléguée à son rôle d'accompagnement. 
Avec lui, la guitare solo prend tout son sens car il se produisait seul sur scène et se devait d'élaborer un style de jeu efficace tout en laissant l' impression à l'auditeur qu'il y avait une continuité avec l'accompagnement, de plus chanter pour lui n'étant pas une priorité. 
En orchestre, la difficulté évidente était de se faire entendre et de demander aux autres musiciens de baisser leur implication en volume lors des soli. 
L'invention de la guitare électrique, donc amplifiée, lui a donné le rôle prépondérant qu'on lui connaît maintenant. On considère généralement que la Telecaster de Fender (1950), la Les Paul de Gibson (1952), puis la Stratocaster de Fender (1954) marquent la renaissance de l'instrument.
Avec ces nouveaux instruments, la musique pop/rock instrumentale, dont la mélodie est entièrement jouée à la guitare, a explosé à la fin des années 1950 (les Shadows avec Hank Marvin sont n°1 dans le monde entier avec, entre autres, Apache en 1960) et au début des années 1960 (la "surf music" américaine de Dick Dale et des Ventures).
Dans le style rock chanté, dès les années 1950, c'est toujours la guitare solo qui joue les riffs d'accompagnements à la suite du chanteur, intercalés entre ou sur la ligne mélodique de sa voix. Cette technique venant du blues est copiée sur les premiers chanteurs américains : Bill Haley, Gene Vincent, Elvis Presley.
Les décennies suivantes ont vu apparaître de véritables virtuoses comme Jimi Hendrix, Eric Clapton, Pat Metheny, Brian May de Queen, Ritchie Blackmore de Deep Purple, Carlos Santana, David Gilmour de Pink Floyd, Angus Young de AC/DC, Mike Stern, Billy Gibbons de ZZ Top, Tom Morello des Rage Against The Machine et Audioslave, Eddie Van Halen, Stevie Ray Vaughan, Steve Vai, Yngwie Malmsteen, Eric Johnson, Noodles de The Offspring, Slash des Guns'N'Roses, Kai Hansen de Helloween, Kirk Hammett de Metallica, Paul Gilbert, George Harrison des Beatles et Herman Li de DragonForce, chacun d'eux apportant des particularités techniques dans ce secteur de jeu et aussi sur le plan sonore (équipement des guitares, amplificateurs, effets électroniques...).
Aujourd'hui, la dénomination "guitare solo" ou "lead guitar" peut correspondre à différents types de guitaristes, selon l'appartenance ou non à un groupe.
Au sein de la plupart des groupes de rock, metal, jazz et blues, les guitaristes solos sont ceux qui portent la mélodie par des "riffs" et des éléments d'arpège destinés à se distinguer des accords qui structurent le morceau. Ils sont également ceux qui interprètent le "solo" d'un morceau, où ils sont les seuls à interpréter une mélodie qui se démarque du reste du morceau par sa complexité ou sa vitesse. Par exemple, cette définition s'applique à des artistes comme Jimmy Page de Led Zeppelin ou Noel Gallagher d'Oasis.
Sont également appelés "guitaristes solo" les guitaristes qui se produisent seuls et qui utilisent principalement dans leurs morceaux des arpèges et des notes seules au lieu d'accords, ainsi que des "licks" d'improvisation très complexes techniquement. Ces guitaristes sont souvent reconnaissables pour leur grande maîtrise technique et théorique de l'instrument. Des artistes comme John Mayer, Jeff Beck ou Joe Satriani correspondent à cette définition.